# Савињоне
Савињоне (итал. Savignone) је насеље у Италији у округу Ђенова, региону Лигурија.
Према процени из 2011. у насељу је живело 1234 становника. Насеље се налази на надморској висини од 474 м.

## Становништво
Према резултатима пописа становништва 2011. у општини је живело 3.226 становника.
| 1931. | 1936. | 1951. | 1961. | 1971. | 1981. | 1991. | 2001. | 2011. |
| ----- | ----- | ----- | ----- | ----- | ----- | ----- | ----- | ----- |
| 2.365 | 2.449 | 2.586 | 2.211 | 2.219 | 2.600 | 2.882 | 3.127 | 3.226 |